# Аради, Бруно
Бруно Густаво Аради Мата (исп. Bruno Gustavo Arady Mata; родился 1 июля 2007, Монтевидео, Уругвай) — уругвайский футболист, нападающий клуба «Насьональ».

## Клубная карьера
Воспитанник команд «Райо Рохо» и «Нуэво Хуветунд», в 2016 году Аради присоединился к академии «Насьоналя». 22 ноября 2024 года дебютировал за основную команду клуба, выйдя на замену и отметившись голевой передачей в полуфинальном матче Кубка Уругвая против «Монтевидео Сити Торке». 16 февраля 2025 года забил свой первый гол за «Насьональ» в матче чемпионата Уругвая против «Прогресо».